# Não Desista
Não Desista é o sexto álbum de estúdio do cantor brasileiro Carlinhos Felix, lançado em 1999 pela gravadora AB Records. No projeto, além do repertório inédito, Felix incluiu "Olhos no Espelho" de João Alexandre, "Teus Altares" de Guilherme Kerr e Jorge Camargo, além de canções do Rebanhão, como "Firme os Pés" e "Jesus é Amor".

## Antecedentes
Em 1997, Carlinhos Felix optou por ser um artista independente e lançou Toda Reverência, que vendeu cerca de 18 mil cópias em três meses. Para fazer a distribuição ocorrer com mais capilaridade pelo Brasil, ele buscou parcerias com grandes lojistas como as Lojas Americanas. No entanto, em entrevista dada ao jornal O Globo, o cantor disse que estava recebendo críticas de evangélicos conservadores.

## Gravação
Em 1999, o cantor assinou com a AB Records, do empresário Ronaldo Barros, pai da cantora Aline Barros, para um álbum sucessor. Não Desista é caracterizado por um repertório que mescla inéditas e regravações. Entre elas, "Olhos no Espelho" de João Alexandre, originalmente gravada pelo Milad no álbum Retratos de Vida (1987), bem como "Teus Altares" de Guilherme Kerr e Jorge Camargo, além de canções do Rebanhão da década de 1980, como "Firme os Pés" e "Jesus é Amor".

## Lançamento e recepção
| Críticas profissionais | Críticas profissionais |
| Avaliações da crítica  | Avaliações da crítica  |
| Fonte                  | Avaliação              |
| ---------------------- | ---------------------- |
| O Propagador           | [ 4 ]                  |

Não Desista foi lançado em 1999 pela AB Records. O guia discográfico do O Propagador atribuiu uma cotação de 3 estrelas de 5 para o álbum, afirmando que Não Desista é "menos confortável que o anterior, e com composições mais bem desenvolvidas".
Com o álbum, Carlinhos Felix foi indicado a Melhor Cantor e Álbum do Ano no Troféu Talento.

## Faixas
A seguir lista-se as faixas, compositores e durações de cada canção de Não Desista, segundo o encarte do disco.
| N.º            | Título               | Compositor(es)                          | Duração |  |
| 1.             | "Não Desista"        | Carlinhos Felix                         | 3:20    |  |
| 2.             | "Olhos no Espelho"   | João Alexandre                          | 4:32    |  |
| 3.             | "Rei da Glória"      | Marquinhos Gomes                        | 4:22    |  |
| 4.             | "Bartimeu"           | Jorge Guedes                            | 4:49    |  |
| 5.             | "Maestro da Criação" | Jorge Guedes                            | 4:25    |  |
| 6.             | "Cristo Te Faz Bem"  | Carlinhos Felix                         | 4:26    |  |
| 7.             | "Teus Altares"       | Guilherme Kerr e Jorge Camargo          | 4:51    |  |
| 8.             | "Espírito de Deus"   | Autor Desconhecido                      | 4:17    |  |
| 9.             | "Firme os Pés"       | Lucas Ribeiro                           | 3:31    |  |
| 10.            | "Jesus é Amor"       | Lionel Richie, Versão: Paulinho Rezende | 4:42    |  |
| 11.            | "Não Deixo de Crer"  | Carlinhos Felix                         | 3:04    |  |
| Duração total: | Duração total:       | Duração total:                          | 47:31   |  |